# Schronisko na Polanie Pisanej
Schronisko na Polanie Pisanej (także Bufet na Polanie Pisanej) – nieistniejące już schronisko turystyczne w polskich Tatrach Zachodnich, które stało na Polanie Pisanej w Dolinie Kościeliskiej na wysokości około 1020 metrów n.p.m.

## Historia
W 1935 roku Stanisław Pitoń z Kościeliska wybudował na Polanie Pisanej niewielki budynek służący jako bufet. W czasie II wojny światowej używany był jako schronienie przez partyzantów i kurierów. Już podczas okupacji budynek dzierżawiło małżeństwo Berestków aresztowane przez Niemców w 1941 roku. Spłonął w wyniku bitwy między oddziałami radzieckich partyzantów kapitana Potiomkina a oddziałami niemieckimi w styczniu 1945 roku.
Po wojnie, w 1946 roku budynek odbudowany w nieco innym miejscu, był większy od działającego przed wojną. Mieścił się tam bufet, punkt Górskiego Ochotniczego Pogotowia Ratunkowego i pomieszczenie grotołazów.
Przejęte przez Tatrzański Park Narodowy schronisko z powodu potrzeby ciągłych remontów zostało przeznaczone do rozbiórki. Wówczas do TPN zgłosiła się ekipa filmu Trójkąt bermudzki w reżyserii Wojciecha Wójcika, prosząc o zgodę na wysadzenie budynku. Pomysł ów, mimo wielkich kontrowersji co do szkodliwości takiego wybuchu dla przyrody, spotkał się z aprobatą parku. Jako że rozwiązanie takie pod względem finansowym było dla TPN korzystne, bufet wysadzono w powietrze 5 sierpnia 1987 roku. Dziś pozostałości schroniska nie są praktycznie widoczne.

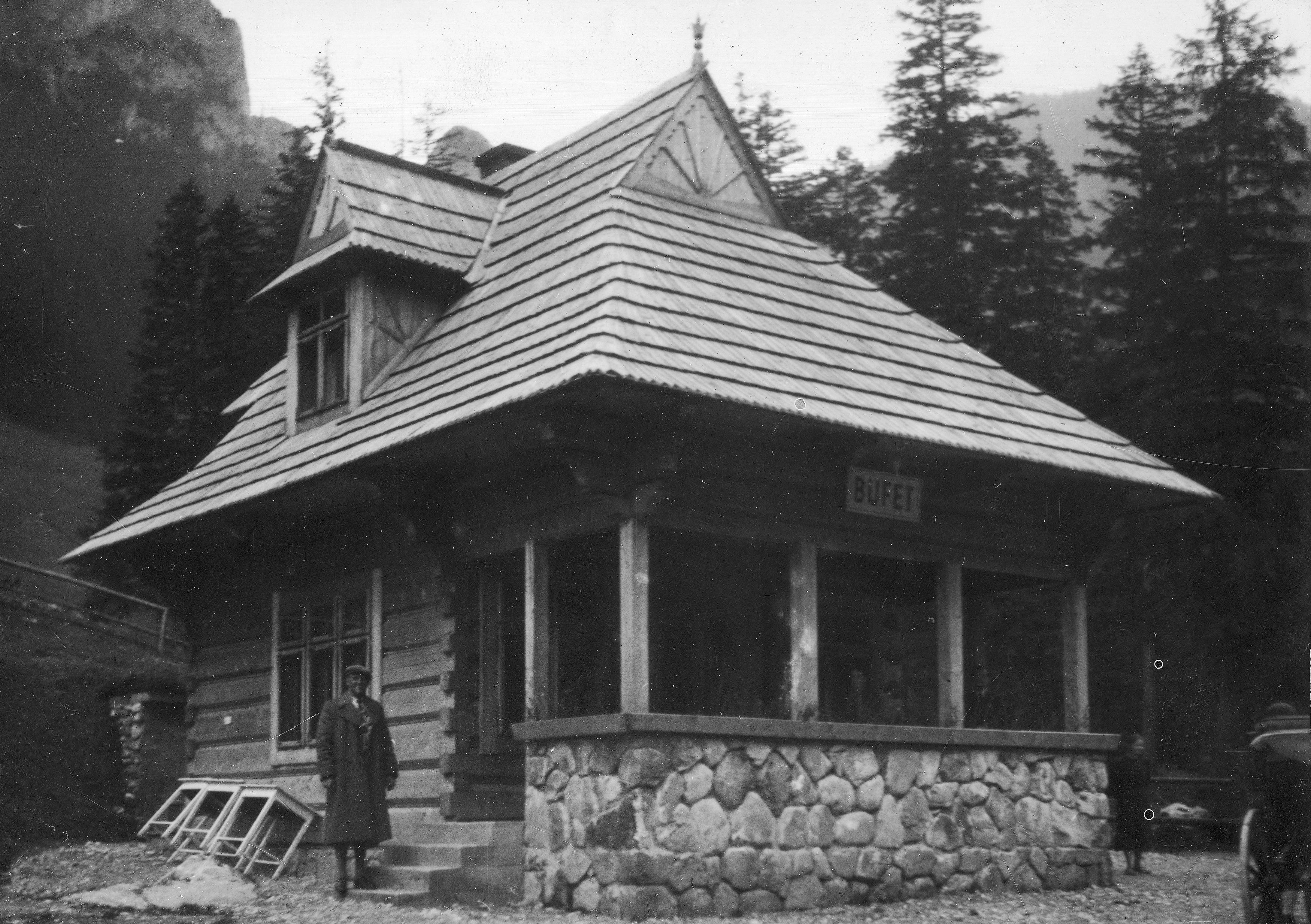
Pierwotny bufet na Polanie Pisanej w 1937 roku